# Estadio Jorge Andrade
Het Estadio Jorge Andrade is een multifunctioneel stadion in Azogues, een stad in Ecuador.
Het stadion wordt vooral gebruikt voor voetbalwedstrijden, de voetbalclub Deportivo Azogues maakt gebruik van dit stadion en het werd ook gebruikt voor het Zuid-Amerikaans kampioenschap voetbal onder 17 van 2007. In het stadion is plaats voor 11.500 toeschouwers. Het stadion werd geopend in 1982 en gerenoveerd in 2006.